# Tanaecia triratna
Tanaecia triratna är en fjärilsart som beskrevs av Hans Fruhstorfer 1913. Tanaecia triratna ingår i släktet Tanaecia och familjen praktfjärilar. Inga underarter finns listade i Catalogue of Life.